# Francisco Vega (Fußballspieler)
Francisco Vega, vollständiger Name Francisco Vega Sosa, (* 24. Juli 1989 in Colonia del Sacramento) ist ein uruguayischer Fußballspieler.

## Karriere
Der 1,71 Meter große Mittelfeldakteur Vega gehörte mindestens von Jahresanfang 2007 bis Mitte 2008 dem Kader der Reserve (Formativas) der Montevideo Wanderers an. Von dort wechselte er auf Leihbasis zur Reserve des Racing Club de Montevideo. Anfang August 2009 kehrte er zu den Wanderers zurück. Ende Januar 2010 wurde er an den Zweitligisten Plaza Colonia ausgeliehen, für den er bis Juli 2012 saisonübergreifend insgesamt mindestens 34 Spiele in der Segunda División absolvierte und dabei zehn Treffer erzielte. Im Juli 2012 schloss er sich dem ecuadorianischen Verein Mushuc Runa an, für dessen Mannschaft er 2012 drei Ligatore in der Primera B schoss. Ab Mitte Juli 2013 setzte er seine Karriere in Argentinien bei Sarmiento de Resistencia fort. Anfang Februar 2014 begann er ein weiteres Engagement bei Plaza Colonia. In der Spielzeit 2014/15 trug er bei dem südwesturuguayischen Klub mit zehn Toren bei 23 Zweitligaeinsätzen zum Aufstieg in die Primera División am Saisonende bei. Anschließend folgte Anfang Juli 2015 ein Wechsel zu Fuerza Amarilla Sporting Club nach Ecuador. Mitte 2016 kehrte er zu Plaza Colonia zurück. In der Saison 2016 bestritt er – jeweils ohne persönlichen Torerfolg – elf Ligaspiele und zwei Partien in der Copa Sudamericana 2016.